# Untermudau
Der aufgegangene Weiler Untermudau war ein Ortsteil des Dorfes Mudau in der Gemeinde Mudau im heutigen Neckar-Odenwald-Kreis in Baden-Württemberg.

## Lage
Untermudau liegt nördlich von Mudau im Bereich des Zusammenflusses von Hasselklinge in den Mudbach. Die Amorbacherstraße verbindet beide Ortsteile miteinander.